# M50 Super Sherman
A Sherman M-50 és a Sherman M-51 , amelyeket külföldön gyakran Super Shermanként emlegetnek, az amerikai M4 Sherman harckocsi módosított változatai voltak, amely az 1950-es évek közepétől az 1980-as évek elejéig szolgált az izraeli védelmi erőknél. Az M-51-est Ishermanként (azaz izraeli Shermanként) is emlegették. A "Super Sherman" és az "Isherman" beceneveket azonban az izraeli védelmi erők hivatalosan soha nem használták.

## Tulajdonságai
| Sherman M-50                                      | Sherman M-50 |
| ------------------------------------------------- | --- |
| M-50 Super Sherman Yad La-Shiryonban , Izraelben. | |
| típus                                             | Közepes harckocsi |
| Származási hely                                   | Izrael |
| Szerviztörténet                                   | |
| Használva                                         | Lásd Alkalmazó országok |
| Háborúk                                           | Szuezi válság Hatnapos háború Jom Kippuri háború Libanoni polgárháború 1982 libanoni háború                                    |
| Gyártástörténet                                   | |
| Tervezett                                         | 1954–1955 |
| Gyártva                                           | 1956–1962 |
| Gyártott darabszám                                | ~300 |
| Műszaki adatok                                    | |
| Tömeg                                             | 33,5–34 t (33,0–33,5 hosszú tonna)                                                                                             |
| Hossz                                             | 6,15 m (20,2 láb) |
| Szélesség                                         | 2,42 m (7,9 láb) |
| Magasság                                          | 2,24 m (7,3 láb) |
| Legénység                                         | 5 (parancsnok, vezető, rádiós/géppuskás, töltőkezelő, irányzó)                                                                 |
|                                                   | |
| Fő fegyverzet                                     | 75 mm CN-75-50 L/61,5 |
| Kiegészítő fegyverzet                             | 1× 12,7 mm M2 Browning 2× 7,62 mm M1919 Browning géppuska                                                                      |
| Motor                                             | - M-50 Degem Alef - Continental R-975 -C4 benzin - 420 LE (310 kW) - M-50 Degem Bet - Cummins VT-8-460 dízel - 460 LE (340 kW) |
| Felfüggesztés                                     | VVSS vagy HVSS |
| Üzemanyag kapacitás                               | 606 liter |
| Hatótávolság                                      | 300 km (190 mi) |
| Maximális sebesség                                | 38–42 km/h (24–26 mph) |
| Hivatkozások                                      | |

| Sherman M-51                                     | Sherman M-51                                              |
| ------------------------------------------------ | --------------------------------------------------------- |
| M-51 Super Sherman Yad La-Shiryonban, Izraelben. |                                                           |
| típus                                            | Közepes harckocsi                                         |
| Származási hely                                  | Izrael                                                    |
| Szerviztörténet                                  |                                                           |
| Használva                                        | Lásd Alkalmazó országok                                   |
| Háborúk                                          | Hatnapos háború Jom Kippur háború                         |
| Gyártástörténet                                  |                                                           |
| Gyártva                                          | 1961–1965                                                 |
| Gyártott darabszám                               | 180                                                       |
| Műszaki adatok                                   |                                                           |
| Tömeg                                            | 40 t (39 hosszú tonna)                                    |
| Hosszúság                                        | 6,15 m (20,2 láb)                                         |
| Szélesség                                        | 2,42 m (7,9 láb)                                          |
| Magasság                                         | 2,24 m (7,3 láb)                                          |
| Legénység                                        | 5 (parancsnok, sofőr, lövész, töltőkezelő, irányzó)       |
|                                                  |                                                           |
| Fő fegyverzet                                    | 105 mm D1508 L/51                                         |
| Kiegészítő fegyverzet                            | 1× 12,7 mm M2 Browning 2× 7,62 mm M1919 Browning géppuska |
| Motor                                            | - Cummins VT-8-460 dízel - 460 LE (340 kW)                |
| Felfüggesztés                                    | HVSS                                                      |
| Üzemanyag kapacitás                              | 606 liter                                                 |
| Hatótávolság                                     | 300 km (190 mi)                                           |
| Maximális sebesség                               | 40 km/h (25 mph)                                          |
|                                                  |                                                           |

## Előzmények
1953-ban egy izraeli katonai küldöttség Franciaországba látogatott , hogy megvizsgálja az akkor új AMX–13/75 könnyű harckocsit, amelyet a nagy sebességű CN 75-50 75 mm-es harckocsiágyúval szereltek fel. Míg a harckocsi főágyúját kielégítőnek ítélték, a páncélzatát túl gyengének tartották. Végül Izrael megvásárolta az AMX–13-at, de egy hasonló párhuzamos fejlesztés során úgy döntöttek, hogy a megvásárolt izraeli AMX-13-asok 75 mm-es főágyúit az amerikai M4 harckocsi jobban páncélozott törzsébe építik. Az M4 Sherman közepes harckocsi, amely az IDF páncélos egységeinek alap harckocsija volt (a második világháború utáni Sherman harckocsik nagy része 1948-tól került izraeli katonai szolgálatba) az 1950-es évek elején.
Ez a projekt 1954-ben indult, és 1955-ben Franciaországból Izraelbe küldték a torony prototípusát. 1956 márciusában az Izraeli Ordnance Corps katonai létesítményei megkezdték a Sherman harckocsik 75 mm-es, Franciaországtól vásárolt és kapott AMX–13-as harckocsiágyúival való átalakítását. A 75 mm-es harckocsiágyút M-50 néven ismerték Izraelben , és ennek eredményeként a felfegyverzett Shermant Sherman M-50- nek nevezték el. Az M-50 hasonló volt a második világháborús brit Sherman Firefly harckocsihoz, mivel rendelkezett az eredeti, kisebb típusú Sherman harckocsi toronnyal (amit az amerikai Shermanok használtak, amelyek az eredeti 75 mm-es M3-as harckocsiágyúval voltak felszerelve), amely egy nagy ellensúly a torony hátsó végén, hogy kiegyensúlyozza egy hosszabb és nehezebb harckocsiágyú súlyát.
Az első 50 egység az M4A4 alvázára épült, Continental R-975 benzinmotorral és VVSS felfüggesztéssel rendelkezett. A jármű megnövekedett tömege és keskeny lánctalpa azonban rossz terepjáró képességhez vezetett. Ez túlságosan megterhelte a motort, ami gyakori mechanikai meghibásodásokhoz vezetett. Következésképpen a késöbbi változatokat HVSS felfüggesztéssel és Cummins V-8 460 lóerős (340 kW) dízelmotorral szerelve alkalmaztak. Ezeket az alváltozatokat néha M-50 Continental és M-50 Cummins , illetve M-50 Degem Alef és M-50 Degem Bet néven emlegették. 1964-ig összesen körülbelül 300 M-50-et építettek (bár lehetséges, hogy ez a szám 120 darab 155 mm-es önjáró löveget tartalmaz Sherman alvázon).
Ugyanezt a fegyvert számos M10-es páncélvadászra is felszerelték.
Az 1960-as években 180 db Sherman harckocsi megkapta a még erősebb francia 105 mm-es Modèle F1 fegyver rövidített változatát. A fegyver csövének hosszát 56-os kaliber hosszúságról 51-re csökkentették, és egyedi dupla terelőlapos csőszájfékkel szerelték fel. A lőszert kisebb töltény használatára módosították. Izraelben a fegyvert M-51-nek , a harckocsit pedig Sherman M-51-nek nevezték. Az átalakításhoz M4A1 harckocsi alvázakat és nagyobb T23-as tornyokat ( 76 mm-es löveggel felszerelt Shermanokból) használtak. Minden harckocsit Cummins dízelmotorokkal és HVSS felfüggesztéssel szereltek fel. A harckocsit először 1965-ben, a függetlenség napi ünnepségen mutatták be a nagyközönségnek.
Külföldön az M-50 Super Sherman néven volt ismert (a "Continental" változat Mark I, a "Cummins" változat pedig Mark II), az M-51 pedig Super Sherman , Isherman (azaz izraeli Sherman ) vagy M4A1 Revalorise néven. Ezeket a megnevezéseket soha nem használták Izraelben. Az egyetlen harckocsi modell, amelyet az IDF Super Shermannek jelöltek, az M4A1 változat volt 76 mm-es M1-es ágyúval és HVSS felfüggesztéssel, amely a Super Sherman M-1 nevet kapta.

## Harctéri alkalmazás
Az első 25 M-50 éppen időben készült el a Kades hadművelethez – az izraeli invázióhoz a Sínai-félszigeten 1956. október 29-én – az egyiptomi hadsereg ellen (amely az M4 Sherman saját felfegyverzett változatát is alkalmazta, a francia AMX-13 toronnyal, ami tűzerőben egyenlő az M-50-el).
1964-ben Izrael a Jordán folyón vízterelő gátat állított fel, hogy elterelje a vizet a Galileai-tengerről az 1955-ös többnemzetiségű egyesített (Johnson) Terv szerint. Az arab nemzetek erre reagáltak, és Szíria elkezdett egy projektet, hogy a Jarmuk folyó vizét viztározókban gyűjtse össze. Israel Tal vezérőrnagy kiképezte izraeli harckocsitüzéreket, hogy 1500 méternél (1600 yard) túllőjenek, és 1965. március 6-án egy M-50-es, Tal parancsnoksága alatt, harcba szállt egy szíriai hátrasiklas nélküli löveggel, amely megölt egy izraeli traktorost; Tal személyesen semmisítette meg a hátrasiklás nélküli löveget nagy távolságban. Néhány nappal később Tal tábornok egy M-50-es és egy Centurion Mk III harckocsival arra várt, hogy rálőhessen a szíriai vízelterelő projektre. Amikor a szíriai tüzérek rálőttek egy határőrjáratra , Tal M-50-es és a Centurion nyolc traktorra lőtt 2000 méterrel, és 10 lövéssel két perc alatt megsemmisítették őket – Tal 5 traktort semmisített meg M-50-es 75 mm-esével. fegyvert, a százados pedig elpusztította a maradékot.
Mind az M-50, mind az M-51 harcolt a hatnapos háborúban , amely a Golán-fennsíkot, Ciszjordániát és a Sínai-félszigetet izraeli kézben hagyta, és gyakran harcoltak a második világháborús szovjet páncélosok, például a T-34/85 ellen.  (például az Abu-Ageila-i csatában). Mindkettőt az 1973-as Jom Kippuri háborúban is alkalmazták sokkal modernebb szovjet harckocsik ellen. Az ilyen, elavultnak tűnő harckocsik használatára a harcok kétségbeesett természete miatt volt szükség.
Az arab hadseregek elleni harcban az M-51 alkalmasnak bizonyult újabb, nehezebb harckocsik ellen is, mint a szovjet gyártású T-54/55 és T-62. Az M-51 105 mm-es lövege HEAT kumulatív lőszerrel át tudta ütni ezen harckocsik páncélzatát. Az M-51 jól szolgált a maga idejében, és kiváló példája annak, hogyan lehet egy elavult harckocsit az eredeti képességei határain túl fejleszteni.

## Alkalmazó országok
Az M-50 Continentals gépeket 1972-re nyugdíjazták. Az M-50 Cummins-t és M-51-est fokozatosan kivonták a frontszolgálatból az 1970-es évek végétől az 1980-as évek elejéig. A libanoni polgárháború alatt mintegy 75 [ pontosítás szükséges ] M-50-et adtak segítségül az izraeli támogatású libanoni keresztény milíciáknak – a Kataeb szabályozó erőknek (19), Tigers Militia ( 20), A cédrusok őrzői (1), a libanoni erők (40), és a dél-libanoni hadsereg (35) - 1976-ban; Később két tankot elfogott a Palesztinai Felszabadítási Szervezet (PFSZ), amely Nyugat-Bejrút védelmében alkalmazta őket az 1982. júniusi libanoni izraeli invázió során.
A modell fennmaradó tankjaiból körülbelül 100 darabot eladtak Chilének az 1980-as évek végén. Némelyikük IMI-OTO 60 mm-es Hyper Velocity Medium Support (HVMS) fegyverrel volt felszerelve, és gyakran M-60- nak nevezték őket. Ezt a változatot az IDF soha nem használta. Chile 1999-ig tartotta hadrendben Shermanjait, amikor is Leopard 1 harckocsikkal váltotta fel őket. Azt a néhány M-51-est, melyeket Izrael megtartott, műszaki járművekké és önjáró tüzérséggé alakítottak át.